# Julia Ducournau
Pour les articles homonymes, voir Ducournau.
Julia Ducournau est une réalisatrice et scénariste française née le 18 novembre 1983 à Paris 12e.
Diplômée de la Fémis en 2008, elle retient l'attention de la presse et obtient plusieurs prix avec son premier long-métrage, Grave (2016). En 2021, son deuxième long métrage, Titane, lui vaut de remporter la Palme d'or au festival de Cannes, devenant alors la deuxième femme à obtenir cette récompense et la première à la remporter seule.
Elle est aujourd'hui présentée comme l'une des artistes importantes du cinéma de genre.

## Biographie

### Jeunesse et formations
Julia Ducournau naît en novembre 1983, à Paris. Sa mère est une gynécologue kabyle, et son père, un dermatologue francais, tous deux sont cinéphiles,.
Elle aime écrire depuis son enfance, des poèmes, des histoires. Pendant les vacances scolaires, elle demandait même à ses parents des sujets de rédaction, pour s'y atteler,. Son attirance pour les histoires gore date de ses six ans lorsqu'elle voit en cachette le film Massacre à la tronçonneuse, et de la lecture des livres de médecine de ses parents. Elle cite aussi comme influence déterminante la découverte des Histoires extraordinaires d'Edgar Allan Poe.
En 2003, elle entre en 3e année de double licence de lettres modernes-anglais à l'université Paris-Sorbonne, actuelle Sorbonne Université, après avoir effectué deux années de classes préparatoires littéraires (spécialité lettres modernes) au lycée Henri-IV à Paris.
En 2004, elle obtient sa double licence avec mention assez bien. La même année, elle intègre le département scénario de La Femis. Dans le cadre de ses études à La Femis, en partenariat avec l'école, elle a l'occasion de participer à un atelier d'écriture scénaristique à l'Université Columbia encadré par Israël Horovitz. Elle sort diplômée de La Femis en 2008.

### Carrière
En 2011, son premier court métrage Junior obtient le Petit Rail d'or de la Semaine de la critique durant le Festival de Cannes.
En 2012, elle coréalise avec Virgile Bramly le téléfilm Mange pour Canal+, qui est centré sur une jeune fille boulimique cherchant à se venger de son bourreau d'université.
En novembre 2015, elle tourne son premier long métrage Grave en Belgique. Après sa présentation en mai 2016 à la Semaine de la critique au Festival de Cannes et sa sortie en mars 2017, en France, il reste à l'affiche pendant encore plusieurs mois et achève son exploitation en novembre avec un total de 149 239 entrées. Il est également projeté aux États-Unis. Le 29 janvier 2017, elle reçoit le Grand prix de la 24e édition du festival international du film fantastique de Gérardmer,. Son film est nommé dans six catégories à la cérémonie des César, mais ne récolte aucune récompense.
En mai 2019, on révèle qu'elle est membre du collectif 50/50 qui a pour but de promouvoir l’égalité des femmes et des hommes et la diversité sexuelle, de genre, de classe et de race dans le cinéma et l’audiovisuel,. En septembre, elle écrit et tourne son deuxième long métrage Titane, avec les acteurs Vincent Lindon et Agathe Rousselle,, puis en 2020, deux épisodes de la série américaine Servant, créée et produite par M. Night Shyamalan, pour Apple TV+.
En 2021, elle présente Titane au Festival de Cannes et remporte la Palme d'or, devenant la seconde femme à obtenir cette récompense, 28 ans après Jane Campion et première à l'obtenir seule. Le cinéaste et président du jury Spike Lee a déclaré lors de la remise du prix : « La folie de Julia Ducournau m'a conquis. Le fait qu'elle soit une femme n'est pas entré en ligne de compte au cours des discussions ». Lors de son discours, la réalisatrice remercie le jury de « reconnaître le besoin viscéral qu’on a d’un monde plus inclusif et plus fluide et d’avoir laissé entrer les monstres ».
En 2023, elle est de retour à Cannes mais cette fois-ci en tant que membre du jury de la compétition, sous la présidence de Ruben Östlund.
En mai 2024, elle annonce que son prochain long-métrage aura pour titre Alpha et que Golshifteh Farahani et Tahar Rahim incarneront les rôles principaux. Le synopsis et le genre du film demeurent inconnus à ce jour.

## Filmographie
Sauf indication contraire, les informations mentionnées dans cette section peuvent être confirmées par les bases de données cinématographiques IMDb et Allociné,  présentes dans la section « Liens externes ».

### En tant que réalisatrice

#### Cinéma

##### Courts métrages
- 2005 : Corps-Vivants
- 2007 : Tout va bien
- 2011 : Junior

##### Longs métrages
- 2016 : Grave
- 2021 : Titane
- 2025 : Alpha

#### Télévision
- 2012 : Mange (téléfilm), coréalisé avec Virgile Bramly
- 2021 : Servant (série télévisée), saison 2, épisodes 1 Doll et 2 Spaceman[21]
- 2023 : The New Look (mini-série télévisée), épisodes 5 et 6

### En tant que scénariste

#### Cinéma

##### Courts métrages
- 2008 : Pour Anna[réf. nécessaire]
- 2011 : Junior d'elle-même

##### Longs métrages
- 2016 : Compte tes blessures de Morgan Simon
- 2016 : Grave d'elle-même
- 2021 : Titane d'elle-même
- 2025 : Alpha d'elle-même

#### Télévision
- 2012 : Mange (téléfilm), d'elle-même et Virgile Bramly
- 2021 : Servant (série télévisée), 2 premiers épisodes de la saison 2[21]

## Distinctions

### Récompenses
- Festival de Cannes 2011 : Petit Rail d'or pour Junior (Semaine de la critique)
- Festival de Cannes 2016 : Prix FIPRESCI (Semaine de la critique) pour Grave
- Festival du Film d'Austin 2016 : Meilleure réalisatrice section Next Wave Features pour Grave
- Festival de Gand 2016 : Prix Explore pour Grave
- Festival de Londres 2016 : Trophée Sutherland pour Grave
- Festival de Sitges 2016 : Prix du meilleur long métrage, Prix de la meilleure jeune réalisation, Prix du meilleur film européen pour Grave
- Festival européen du film fantastique de Strasbourg 2016 : Prix du meilleur film international pour Grave
- Festival international du film de Palm Springs 2017 : Prix de la réalisatrice à suivre pour Grave
- Prix Louis-Delluc 2017 : meilleur premier film pour Grave
- Prix du Syndicat français de la critique de cinéma et des films de télévision 2018 : meilleur premier film français pour Grave
- Magritte 2018 : meilleur film étranger pour Grave
- Festival de Cannes 2021 : Palme d'or pour Titane
- Magritte 2022 : meilleur film étranger pour Titane

### Nominations
- César 2018 : meilleure réalisation, meilleur premier film et meilleur scénario original pour Grave
- Lumières 2018 : Meilleur premier film pour Grave
- César 2022 : meilleure réalisation pour Titane
- BAFTA 2022 : meilleur réalisateur pour Titane